# Miss Italia 1972
Miss Italia 1972 si svolse per la prima volta a Vibo Valentia, il 26 e il 27 agosto 1972. Vinse la diciassettenne Adonella Modestini di Bracciano (RM). L'organizzazione fu diretta da Enzo Mirigliani.

## Risultati
| Risultato finale | Concorrente             |
| ---------------- | ----------------------- |
| Miss Italia 1972 | - – Adonella Modestini  |
| 2ª classificata  | - – Tanina Di Grado     |
| 3ª classificata  | - – Patrizia Luparia    |
| 4ª classificata  | - – Rosellina Lupinacci |
| 5ª classificata  | - – Paola Corazzi       |
| Miss Cinema      | - – Renata Cena         |

## Concorrenti
1. Monica Cabassi (Miss Eleganza Sardegna)
2. Donatella Castagnola (Miss Cinema Emilia)
3. Cristina Jungbecker (Miss Eleganza Lazio)
4. Isla Morales (Miss Eleganza Puglia)
5. Caterina Ranieri (Miss Eleganza Lombardia)
6. Giusy Romano (Miss Cinema Valle d'Aosta)
7. Ursula Schwingeraschiogf (Selezione Fotografica)
8. Nika Sommer (Selezione Fotografica)
9. Beba Clair (Selezione Fotografica)
10. Tiziana Vanni (Miss Eleganza Emilia)
11. Ombretta Calzolari (Selezione Fotografica)
12. Mara Mazza (Selezione Fotografica)
13. Edda Passarelli (Miss Eleganza Calabria)
14. Mariella Trezza (Miss Trentino Alto Adige)
15. Miranda Sartori (Miss Veneto)
16. Cinzia Romanazzi (Miss Lucania)
17. Patrizia Luparia (Miss Cinema Romagna)
18. Claudia Moncado (Miss Cinema Sicilia)
19. Giusy Spilotros (Miss Cinema Puglia)
20. Adele Sperafi (Miss Cinema Roma)
21. Marilda Cariotato (Miss Cinema Veneto)
22. Anna Marino (Miss Cinema Lombardia)
23. Rosellina Lupinacci (Miss Cinema Calabria)
24. Barbara Morlacci (Miss Cinema Umbria)
25. Adriana Chiariaco (Miss Calabria)
26. Adonella Modestini (Selezione Fotografica Lazio)  (seconda partecipazione)
27. Paola Buzzegoli (Selezione Fotografica)
28. Emilia Lorenzini (La Bella dell'Adriatico)
29. Evelina Negri (Miss Campania)
30. Rita Caruso (Miss Emilia)
31. Wanda Piculin (Miss Friuli Venezia Giulia)
32. Simona Palandri (Miss Lazio)
33. Luisa Forti (Miss Liguria)
34. Silvana Dedoro (Miss Lombardia)
35. Elsa Perugini (Miss Marche)
36. Ileana Danielli (Miss Piemonte)
37. Silvana Altamura (Miss Puglia)
38. Paola Corazzi (Miss Roma)
39. Cristina Santandrea (Miss Romagna)
40. Adele Magliocco (Miss Sardegna)
41. Tanina Di Grado (Miss Toscana)
42. Anna Rita Lombardi (Miss Umbria)
43. Renata Cena (Miss Valle d'Aosta)